# 2019 na Venezuela
Esta é uma cronologia dos principais fatos ocorridos no ano de 2019 na Venezuela.

## Incumbentes
- Presidente (en): Nicolás Maduro (de facto)
- Presidente interino da Venezuela: Juan Guaidó (de jure, 23 de janeiro –  presente)

## Eventos

### Janeiro
- 23 de janeiro:
  - O líder da oposição Juan Guaidó se assume como presidente da Venezuela, sem que o presidente de facto Nicolás Maduro o reconheça.[1]
  - O presidente Nicolás Maduro diz que Caracas está rompendo as relações diplomáticas com os Estados Unidos, dando aos diplomatas americanos 72 horas para deixar o país. Juan Guaidó, por sua vez, pede aos diplomatas dos países que o reconheceram como presidente que permaneçam na Venezuela.[2]

### Fevereiro
- 23 de fevereiro
  - As fronteiras da Venezuela com o Brasil e a Colômbia amanheceram fechadas, conforme prometido por Maduro. Caminhonetes saíram de Boa Vista e foram até a fronteira com a Venezuela com ajuda humanitária, mas voltaram para o lado brasileiro no fim do dia. Venezuelanos protestaram e atacaram uma base do exército venezuelano. 3 pessoas morreram e ao menos 15 ficaram feridas em Santa Elena, cidade venezuelana a 15 km da fronteira com o Brasil. Na fronteira com a Colômbia, 2 caminhões com ajuda humanitária foram incendiados. Confrontos na fronteira com a Colômbia deixaram 285 feridos e 37 pessoas hospitalizadas, segundo o governo colombiano. Mais de 60 militares venezuelanos abandonaram os postos e pediram asilo, ainda de acordo com o governo colombiano. Maduro afirmou em discurso que não é mendigo e que está disposto a comprar toda comida que o Brasil quiser vender e rompeu relações diplomáticas com Colômbia. Guaidó voltou a apelar a militares para que eles retirem o apoio a Maduro: "Vocês não devem lealdade a quem queima comida".[3]
- 24 de fevereiro
  - Brasil condena os atos de Maduro contra ajuda humanitária na fronteira da Venezuela com Brasil e Colômbia.[3]